# Grace Van Patten
Grace Van Patten est une actrice américaine notamment connue pour ses rôles dans Nine Perfect Strangers et Tell Me Lies.

## Biographie
Grace Van Patten grandit à Tribeca, un quartier de Manhattan. Elle est l'aînée des trois filles du réalisateur et producteur Timothy Van Patten et de l'ancien mannequin Wendy Rossmeyer Van Patten. Elle est la nièce de l'acteur comique Dick Van Patten. Sa demi-cousine est l'actrice Talia Balsam, qui est la fille de Joyce Van Patten.
Elle a fréquenté le lycée Fiorello H. LaGuardia à New York.

## Filmographie

### Cinéma
- 2015 : Stealing Cars : Maggie Wyatt
- 2016 : Tramps : Ellie
- 2017 : The Meyerowitz Stories : Eliza
- 2017 : Central Park : Leyla
- 2017 : The Wilde Wedding : Mackenzie
- 2018 : Under the Silver Lake : la fille aux ballons
- 2019 : Good Posture : Lilian
- 2020 : The Violent Heart : Cassie
- 2021 : Mayday : Ana

### Télévision

#### Séries télévisées
- 2006 : Les Soprano : Ally Pontecorvo (2 épisodes)
- 2013 : New York, unité spéciale : Jodie Lanier
- 2014 : Boardwalk Empire : Ruth Lindsay
- 2018 : Maniac : Olivia Meadows (3 épisodes)
- 2021 : Nine Perfect Strangers : Zoe Marconi (8 épisodes)
- depuis 2022 : Tell Me Lies : Lucy Albright (18 épisodes)
- 2025 : the twisted tale of Amanda Knox